# Bezovica (gmina Vojnik)
Bezovica – wieś w Słowenii, w gminie Vojnik. W 2018 roku liczyła 37 mieszkańców.